# ミン・ドヒ
ミン・ドヒ（1994年9月25日 - ）は、大韓民国の歌手、俳優。 2012年にガールグループTiny-Gのメンバーとしてデビューし、2013年のドラマ「応答せよ1994」で俳優としてデビューした。

## 学歴
- 舞仙小学校（卒業）
- 舞仙中学校（卒業）
- 新林高校（卒業）
- ソウル総合芸術実用学校 実用音楽芸術学部（卒業）

## 生涯
1994年9月25日、全羅南道麗水市で1男1女の二番目に生まれた。中学卒業時まで麗水で過ごし、高校2年生の時、ソウルに上京して新林高校に転校した。大学は、ソウル総合芸術学校実用音楽芸術学部ボーカルエンターテイメント専攻を卒業した。
以降Tiny-Gに最後のメンバーとして入り、2012年8月23日Tiny-Gのデビュー曲「TINY-G（小さな巨人）」でエムカウントダウンでデビューを舞台を飾った。 2013年10月からはtvNドラマ「応答せよ1994」で麗水の少女ジョ・ユンジン役で出演して役者として活動を開始した。

## 出演作品

### ドラマ
| 年度 | タイトル                                             | 役割               | 備考     |
| ---- | ---------------------------------------------------- | ------------------ | -------- |
| 2013 | 「応答せよ1994 」                                    | ジョ・ユンジン     |          |
| 2014 | 「ママの庭」                                         | ハ・リラ           | 特別出演 |
| 2014 | 「ネイルカンタービレ」                               | チェ・ミンヒ       |          |
| 2014 | 「下宿24番地」                                       | ミン・ドヒ         |          |
| 2015 | 「ホグの愛」                                         | 不良高校生カップル | 特別出演 |
| 2015 | 「オンマ」                                           | コン・スニ         |          |
| 2016 | 「僕は彼女に絶対服従 ～カッとナム・ジョンギ～」      | エミリ             | 特別出演 |
| 2016 | 「タンタラ～君を感じてる」                           | ルナ               | 特別出演 |
| 2016 | 「魔女宝鑑 〜ホジュン、若き日の恋〜」                | スンドゥク         |          |
| 2017 | 「ランジェリー少女時代」                             | シム・エスク       |          |
| 2018 | 「ラブ・トライアングル～また君に恋をする」           | ジャン・ソラ       |          |
| 2018 | 「私のIDはカンナム美人」                             | オ・ヒョンジョン   |          |
| 2018 | 「とにかくアツく掃除しろ! 〜恋した彼は潔癖王子!?〜」 | ミン・ジュヨン     |          |
| 2019 | 「KBSドラマスペシャル -社交- テンスの理解」          | パク・ソンミ       |          |
| 2019 | 「インソウル」                                       | カン・ダミ         |          |
| 2020 | 「リセット～運命をさかのぼる1年～」                  | ミン・ジュヨン     |          |
| 2020 | 「契約友情」                                         | チェ・ミラ         |          |
| 2020 | 「インソウル2」                                      | カン・ダミ         |          |
| 2021 | 「だから俺はアンチと結婚した」                       | 授賞式のMC         |          |
| 2022 | 「キミと僕の警察学校」                               | ウ・ジュヨン       |          |

### 映画
| 年度 | タイトル                  | 役割         | 備考     |
| ---- | ------------------------- | ------------ | -------- |
| 2014 | 「トンネル3D」            | 少女         | 特別出演 |
| 2015 | 「隠密な誘惑」            | ユミ         |          |
| 2017 | 「お父さんは娘」          | ベ・ジニョン |          |
| 2018 | 「アジト」                | セヨン       |          |
| 2021 | 「茲山魚譜 チャサンオボ」 | ボンレ       |          |
| 2022 | 「主役」                  | ジュヨン     |          |

## 演技外活動

### テレビ放送
| 年度       | タイトル                      | 役割                                     | 備考   |
| ---------- | ----------------------------- | ---------------------------------------- | ------ |
| 2013〜2014 | ファッションキラー            | 共同MC                                   |        |
| 2014       | 視聴率の帝王                  | 本人                                     |        |
| 2014       | 我が家に芸能人が住んでいる2   | 本人                                     |        |
| 2014       | 三村ロマンス                  | ナレーション                             |        |
| 2015       | 一人で恋愛中                  | ゲスト                                   |        |
| 2016       | ワンナイトフードトリップ      | ゲスト                                   |        |
| 2017       | ミステリー音楽ショー 覆面歌王 | 私は今はもう少女じゃないです！マチルダ！ | 参加者 |

## アルバム
- 2013年「応答せよ1994」 OST <運命>（with キム・ソンギュン）
- 2014年「ずる賢いバツイチの恋」OST <ケミ（Mirror Mirror）>（with J-Min ）

## 賞とノミネート
| 年度 | 授賞式                    | 部門                                         | 作品              | 結果       |
| ---- | ------------------------- | -------------------------------------------- | ----------------- | ---------- |
| 2014 | 第50回百想芸術大賞        | TV部門女性新人演技賞                         | 「応答せよ1994 」 | ノミネート |
| 2014 | 第7回コリアドラマアワード | 女性新人賞                                   | 「応答せよ1994 」 | 受賞       |
| 2014 | 第7回コリアドラマアワード | ベストカップル賞（キム・ソンギュンと共同で） | 「応答せよ1994 」 | 受賞       |
| 2014 | 第3回APANスターアワード   | 女性新人賞                                   | 「応答せよ1994 」 | ノミネート |
| 2015 | MBC演技大賞               | 連続ドラマ部門女性新人賞                     | 「オンマ」        | ノミネート |

## 広告
- 2013年～2014年　The INUSビデ　オルリム
- 2013年～2014年　シディーズ
- 2013年～2014年　ララベシ　悪魔クリーム
- 2014年　農心　ハーモニー
- 2014年　ネクソン　サイフォーズ

## 関連人物・グループ
- ミント
- J-Min